# 사카타 다이스케
사카타 다이스케(일본어: 坂田 大輔, 1983년 1월 16일 ~ )는 일본의 전 축구 선수로 과거 포지션은 공격수였다.

## 선수 시절

### 클럽
2001년 고향팀인 요코하마 F. 마리노스에서 데뷔하여 2010년까지 10시즌간 공식전 323경기 64골을 터뜨리며 J1리그 2회 우승(2003, 2004) 및 2회 준우승(2000, 2002), 2001년 J리그컵 우승, 일본 슈퍼컵 2회 우승(2004, 2005) 등에 공헌하는 등 요코하마의 주축 공격수로 맹활약했다.
그 후 2011년 그리스 수페르리가의 아리스 FC로 이적했지만 리그 6경기 출장에 그친 뒤 같은 해 FC 도쿄 이적을 통해 일본으로 돌아와 비록 12경기 1골의 공식전 기록에 그쳤지만 팀의 J리그 디비전 2 2011 우승, 2011년 천황배 우승의 기쁨을 맛보았다.
이후 2012년부터 2017년까지 J2리그의 아비스파 후쿠오카 소속으로 공식전 211경기 58골을 터뜨리며 J리그 디비전 2 2015 3위, J2리그 2017 4위의 성적에 기여했으며 프로 통산 552경기 95골의 기록을 남긴 뒤 2017 시즌을 끝으로 16년간의 현역 선수 생활을 마무리했다.

### 국가대표팀
일본 U-20 축구 국가대표팀의 일원으로 2002년 AFC U-20 아시안컵 준우승에 일조했고 이듬해에 열린 2003년 FIFA U-20 월드컵에서도 팀의 8강 진출에 기여하며 이 대회 실버슈를 수상하는 영예를 안았다.
그리고 2006년 8월 9일 트리니다드 토바고와의 친선 경기에서 후반 41분 산토스 알레산드로와의 교체 투입을 통해 일본 축구 국가대표팀에서의 첫 경기를 치렀으나 그 이후에는 단 한번도 대표팀에 발탁되지 못했다.

## 통계
| 일본 | 일본 | 일본 |
| 연도 | 출전 | 득점 |
| ---- | ---- | ---- |
| 2006 | 1    | 0    |
| 통산 | 1    | 0    |

## 수상

### 클럽
요코하마 F. 마리노스
- J1리그 : 우승 (2003, 2004), 준우승 (2000, 2002)
- J리그컵 : 우승 (2001)
- 일본 슈퍼컵 : 우승 (2004, 2005)

FC 도쿄
- J2리그 : 우승 (2011)
- 천황배 : 우승 (2011)

아비스파 후쿠오카
- J2리그 : 3위 (2015), 4위 (2017)

### 국가대표팀
일본 U-20
- AFC U-20 아시안컵 : 준우승 (2002)

### 개인
- FIFA U-20 월드컵 실버슈 : 2003
- J1리그 페어플레이상 : 2007